# Hans Bouwmeester
Hans Bouwmeester (ur. 16 września 1929 w Haarlem) – Holenderski szachista, mistrz międzynarodowy od 1954 r., arcymistrz w grze korespondencyjnej od 1981 r., autor książek o tematyce szachowej.

## Kariera szachowa
W latach 50. i 60. XX wieku należał do ścisłej czołówki holenderskich szachistów, pomiędzy 1956 a 1970 r. siedmiokrotnie reprezentując narodowe barwy na szachowych olimpiadach (w tym raz na I szachownicy). Kilkukrotnie uczestniczył w finałach indywidualnych mistrzostw Holandii, największy sukces osiągając w 1967 r., kiedy to podzielił I m. wspólnie z Hansem Ree (dogrywkę o złoty medal przegrał i ostatecznie zdobył tytuł wicemistrzowski). W 1954 r. wystąpił w rozegranym w Monachium turnieju strefowym (eliminacji mistrzostw świata), zajmując XV miejsce.
Odniósł kilka sukcesów w turniejach międzynarodowych, z których największym było dzielone I m. (wspólnie z Vasją Pircem) w turnieju w Hoogovens w Beverwijk w 1954 roku. Oprócz tego w 1951 r. podzielił I m. w Detmoldzie, natomiast w turniejach rozegranych w Beverwijk podzielił jeszcze drugie (1955, za Borislavem Miliciem, wspólnie z Janem Heinem Donnerem) oraz trzecie miejsce (1958, za Maxem Euwe i Janem Heinem Donnerem, wspólnie z Aleksandarem Matanoviciem i Gideonem Stahlbergiem). Od 1980 r. w turniejach klasyfikowanych przez Międzynarodową Federację Szachową startuje bardzo rzadko. W 1996 r. wystartował w mistrzostwach świata seniorów (zawodników pow. 60 roku życia), zajmując w 25. miejsce.
Znaczące sukcesy odniósł w grze korespondencyjnej, w 1981 r. otrzymując (jako piąty w historii holenderski szachista) tytuł arcymistrza. Na liście rankingowej federacji ICCF w dniu 1 stycznia 2010 r. notowany był z wynikiem 2422 punktów.
Według retrospektywnego systemu Chessmetrics najwyższy ranking osiągnął w listopadzie 1966 r., z wynikiem 2558 punktów zajmował wówczas 105. miejsce na świecie.
Jest autorem kilku książek o tematyce szachowej, wydanych w języku holenderskim.

## Publikacje
- Het eindspel (1975)
- Opgaven voor middenspel en eindspel (1976)
- Schaken als vak: brug naar het professionele schaak (1976)
- De opening (1977}
- De schaakstukken nader bezien (1981)
- Grote schaakmeesters (1981)